# Oxycraspedus minutus
Oxycraspedus minutus is een keversoort uit de familie Belidae. De wetenschappelijke naam van de soort is voor het eerst geldig gepubliceerd in 1864 door Philippi & Philippi.